# Paraves
Paraves je klad, do kterého patří všichni ptáci (Avialae) i jejich nejbližší příbuzní ze skupiny teropodních dinosaurů (skupina Deinonychosauria). Mezi zástupci bychom tedy mohli jmenovat jak vrabce domácího, rod Archaeopteryx, tak i rody Velociraptor nebo Troodon. Název Paraves poprvé zavedl americký paleontolog Paul Sereno v roce 1997. Nejstarší zástupci tohoto kladu žili pravděpodobně v období střední jury, asi před 168 až 164 miliony let.

## Evoluce
Ancestrální forma paravianů měla zřejmě podobu malého, několik stovek gramů vážícího opeřeného teropoda. Mohl mít také čtyřkřídlou stavbu těla (jak ukazují rody Anchiornis, Microraptor nebo Pedopenna). Byl zřejmě schopen aktivního nebo alespoň klouzavého letu z větví stromů. Z této hypotetické formy se pak vyvinuli všichni odvozenější paraviani, včetně pravých ptáků.

## Zástupci
- Anchiornis
- Aurornis
- Eosinopteryx
- Palaeopteryx
- Pedopenna
- Pneumatoraptor
- Serikornis
- Yixianosaurus
- Xiaotingia
- Scansoriopterygidae
- Eumaniraptora
  - Dromaeosauridae
  - Troodontidae
  - Avialae